# Liste des épisodes de Candy
Cette page liste les épisodes, avec leur résumé, de l'adaptation animée du manga Candy regroupés par arcs.
|  | Épisodes filler |

|  | Épisodes semi filler |

## Arc de la maison de Pony et Lakewood (saison 1)
| No | Titre français Traduction du titre japonais                          | Titre japonais           | Titre japonais                    | Date de 1re diffusion |
| No | Titre français Traduction du titre japonais                          | Kanji                    | Rōmaji                            | Date de 1re diffusion |
| --- | -------------------------------------------------------------------- | ------------------------ | --------------------------------- | --------------------- |
| 1 | L’anniversaire de Candy La belle enfant au lasso                     | 投げなわ上手のすてきな子 | Nagenawa jozu no suteki na ko     | 1er octobre 1976      |
| Candy et Annie sont trouvées par Tom à la maison de Pony, un orphelinat. Candy devient un vrai garçon manqué, contrairement à Annie. Candy se chamaille avec Tom et le bat au lasso. Tom est adopté, ce qui fait rêver Annie d’avoir des parents à elle. |                                                                      |                          |                                   |                       |
| 2 | L’épreuve En route ! Une aventure à deux                             | 飛び出せ!ふたりで冒険    | Tobidase! Futari de bōken         | 8 octobre 1976        |
| Annie pense de plus en plus à avoir des parents. Pour la consoler, Candy l’amène en pique-nique sans avertir la maison Pony de leur destination. Candy laisse juste une lettre expliquant qu'elles reviendront avant la nuit. Au cours de leur périple, elles sont emportées par le courant d’une rivière mais ramenées sauves chez les Brighton. Annie propose de rester vivre ensemble chez eux, mais Candy rentre à l’orphelinat. Après une nuit où pour la première fois de leur vies les deux filles sont séparées, Annie rejoint la maison Pony à pied et offre à Candy de bonnes galettes de chez les Brighton.                                                                          |                                                                      |                          |                                   |                       |
| 3 | Au revoir Annie Une charrette qui emporte des adieux                 | さようならをはこぶ馬車   | Sayōnara o hakobu basha           | 15 octobre 1976       |
| Les Brighton prétextent un barbecue à l’orphelinat pour demander d’adopter Candy, mais elle souhaite rester avec Annie aussi elle les force à changer d’avis, ce qui les fait se rabattre sur Annie qui, elle, accepte d’être adoptée. |                                                                      |                          |                                   |                       |
| 4 | Une lettre d’Annie Tu es jolie lorsque tu souris !                   | 笑顔の方がかわいいよ!    | Egao no hō ga kawaii yo!          | 22 octobre 1976       |
| La vie de Candy est rythmée par le passage du facteur, monsieur Mathieu : elle le harcèle pour avoir des lettres d’Annie. Mais un jour, Annie, sous la pression de ses parents adoptifs, lui écrit une lettre d’adieux. Dans sa tristesse, elle erre jusqu’à la colline où elle rencontre un jeune homme en tenue écossaise qui l’encourage et qu'elle appellera son « prince de la colline ». |                                                                      |                          |                                   |                       |
| 5 | Bonjour mon ami Je suis une demoiselle, désormais ?                  | 今日からお嬢さま?        | Kyō kara ojōsama?                 | 29 octobre 1976       |
| Candy part vivre chez les Legrand avec Capucin. En route, elle rencontre Tom qui la bat au lasso et son père qui lui fait des recommandations. Sur place, elle est mal accueillie par Daniel et Élisa qui lui jouent de vilains tours et par Mme Legrand qui lui dit qu’elle n’est que demoiselle de compagnie. Candy corrige Daniel qui a lancé le chat de la maison à la tête de Dorothée, la jeune domestique. Sous l'injonction de Mme Legrand qui menace de faire renvoyer Dorothée, Candy se voit obligée de présenter ses excuses à genoux aux enfants Legrand. Plus tard elle découvre dans la maison un portrait ressemblant à son Prince des collines, ce qui lui redonne du courage. |                                                                      |                          |                                   |                       |
| 6 | Le prince des collines Qui j’ai rencontré au portail des roses       | バラの門で逢った人       | Bara no mon de atta hito          | 5 novembre 1976       |
| Candy s’attire la sympathie des domestiques, mais Daniel et Élisa continuent de lui jouer de vilains tours. Elle cache Capucin à l’étable après avoir voulu l’abandonner, mais Daniel et Élisa comptent en profiter pour la faire chanter. Elle se sauve et rencontre à un portail fleuri un beau garçon qui lui rappelle son prince de la colline, ce qui l’incite à rester chez les Legrand. |                                                                      |                          |                                   |                       |
| 7 | Ai-je l’air d’une dame ? Suis-je élégante ?                          | お上品に見えるかしら?    | Ojohin ni mieru kashira?          | 12 novembre 1976      |
| Candy s’attire encore la colère des Legrand qui la punissent. Aussi elle décide de faire des efforts et devenir une vraie dame, seulement, les Legrand veulent faire d’elle une domestique, alors elle se sauve encore et fait la connaissance d’Archibald qui se montre galant. |                                                                      |                          |                                   |                       |
| 8 | Une joyeuse carte d’invitation L’invitation qui appelle la joie      | しあわせを呼ぶ招待状     | Shiawase o yobu shōtaijō          | 19 novembre 1976      |
| Élisa emmène Candy en ville, mais seulement pour servir de porteuse. Élisa l’abandonne sur place, mais Candy fait la connaissance d’Alistair qui l’aide à revenir très vite à la maison malgré quelques péripéties. Candy est invitée à la fête qui accueille la grand tante Elroy qui va vivre ici (et à laquelle elle espère trouver son prince), mais seulement grâce à ses nouveaux amis. |                                                                      |                          |                                   |                       |
| 9 | Un merveilleux bal Qui j’ai rencontré au bal                         | あの人と逢えた舞踏会     | Ano hito to aeta butōkai          | 26 novembre 1976      |
| À la fête, Élisa se moque de la tenue de Candy, mais ses amis mettent une tenue décontractée pour la soutenir. Pendant le discours de la grand tante Elroy, Archibald fait rire Candy, ce qui jette l’opprobre sur elle. Archibald et Alistair lui confectionnent une robe, et elle obtient une danse avec Anthony au détriment d’Élisa. |                                                                      |                          |                                   |                       |
| 10 | Une dame dans l’étable La demoiselle de l’étable                     | 馬小屋のお嬢さま         | Umagoya no ojōsama                | 3 décembre 1976       |
| Mécontents de la prestation de Candy, les Legrand l’installent à l’étable, mais Sœur Maria et John viennent lui rendre visite, aussi faut-il sauver les apparences, malgré les protestations d’Élisa. Mais les visiteurs découvrent la vérité et Sœur Maria lui fait des recommandations. Anthony, en compensation de la vie difficile de Candy, lui promet une rose spéciale pour son anniversaire. |                                                                      |                          |                                   |                       |
| 11 | Le petit ruban Un petit ruban qui relie les cœurs                    | 心をつなぐ小さなリボン   | Kokoro o tsunagu chōsa na ribon   | 10 décembre 1976      |
| Les Brighton rendent visite aux Legrand, mais Annie ne doit pas montrer qu’elle connaît Candy. On lui propose une promenade à cheval, mais un tour de Daniel et Élisa emballe le cheval, et Candy doit aller au secours d’Annie, laquelle lui montre son amitié en lui donnant un ruban. |                                                                      |                          |                                   |                       |
| 12 | Chère Candy Un anniversaire au parfum de rose                        | バラの薫る誕生日         | Bara no kaoru tanjōbi             | 17 décembre 1976      |
| Candy découvre des roses dans l’étable, mais finit par comprendre que c’est Daniel qui a voulu fâcher Anthony en la faisant passer pour une voleuse. Elle le met en cause, mais il dit que le chat lui a griffé les mains et accuse Candy d’avoir volé le ruban, ce qui la discrédite. Elle s’enfuit à la rivière où elle est sauvée par Albert, un vagabond, pour être ramenée par ses trois amis qui ont découvert la vérité. Anthony lui donne une nouvelle variété de rose, tendre Candy. |                                                                      |                          |                                   |                       |
| 13 | Avec Albert Les trois solitaires                                     | ひとりぼっちが三人       | Hitoribotchi ga sannin            | 24 décembre 1976      |
| Daniel veut empoisonner les chevaux, mais Albert fait une frappe éclair pour le punir. Ne pouvant prouver sa bonne foi, Candy part le voir. Ils discutent et il lui présente ses animaux à la maison qu’il squatte, mais il est délogé par les gardes. Anthony suggère à la grand tante Elroy d’adopter Candy, mais Élisa compromet son projet, aussi emmène-t-il Candy à cheval. |                                                                      |                          |                                   |                       |
| 14 | Le vieil arbre au printemps Brise printanière sur le grand arbre     | 春風いっぱい大きな木     | Harukaze ippai ōki na ki          | 7 janvier 1977        |
| Monsieur Legrand donne quelques jours de vacances à Candy à l’orphelinat. Elle y apprend que monsieur Flanagan veut acheter le vieil arbre qui s’y trouve car il est idéal pour l’escalade. Elle fait tout pour qu’il reste sur place. |                                                                      |                          |                                   |                       |
| 15 | Une mauvaise nouvelle La décision qui a emporté ma joie              | しあわせを奪う決定       | Shiawase o ubau kettei            | 14 janvier 1977       |
| Dorothée doit partir au Mexique, aussi Candy lui fait ses recommandations. Daniel et Élisa font fuir Cléopâtre, la jument. Candy la rattrape et Anthony vient l’aider, au grand dam d’Élisa, qui, pour se venger, s’arrange pour la faire passer pour une voleuse devant la grand tante Elroy. Celle-ci décide d’envoyer Candy au Mexique, à la place de Dorothée. |                                                                      |                          |                                   |                       |
| 16 | Un voyage dans un pays inconnu Voyage vers un pays inconnu           | 知らない国への旅立ち     | Shiranai kuni e no tabidachi      | 21 janvier 1977       |
| Les domestiques font un repas d’adieux. Anthony, Archibald et Alistair découvrent que Daniel est à l’origine du départ de Candy et comptent sur son aveu pour annuler le départ, mais celui-ci est avancé. Pour manifester leur sympathie, ils ne peuvent que jouer de la cornemuse depuis les plateaux surplombant la vallée où roule la charrette où est Candy. |                                                                      |                          |                                   |                       |
| 17 | Candy au Mexique Au loin dans le désert aride                        | はるかな渇いた荒野で     | Haruka kawaita kōya de            | 28 janvier 1977       |
| Candy découvre que Garcia, son pilote, a mauvais caractère. Elle découvre dans la charrette une famille pauvre qui part aussi au Mexique. Elle s’absente une première fois pour trouver du lait pour le bébé, puis elle « emprunte » la charrette pour le faire soigner à la ville la plus proche. Pour payer le médecin, elle doit vendre son rosier, puis la famille s’en va. |                                                                      |                          |                                   |                       |
| 18 | La voix du destin La croix qui guide le destin                       | 運命をみちびく十字架     | Unmei o Michibiku jūjika          | 4 février 1977        |
| Candy sauve Garcia d’une morsure de serpent et lui donne son médaillon, mais il la livre à des bandits pour se sauver lui-même. Pris de remords, il la libère, mais elle est enlevée par un automobiliste. |                                                                      |                          |                                   |                       |
| 19 | Après un destin Le bout du chemin de la souffrance                   | 苦しみの旅の果てに       | Kurushimi no tabi no hate ni      | 11 février 1977       |
| Candy pense qu’elle sera vendue en Europe, mais elle réussit à se sauver alors que ses amis la recherchent. Elle arrive au portail des roses pour découvrir que c’est Georges qui l’a enlevée, le grand-oncle William ayant décidé de l’adopter ; les Legrand et la grand tante Elroy ne peuvent rien y faire, car l’oncle William est le maître absolu de la famille André. |                                                                      |                          |                                   |                       |
| 20 | Je suis heureuse comme un rossignol Heureuse comme dans un rêve      | 夢のようにしあわせな私   | Yume no yō ni shiawase na watashi | 18 février 1977       |
| Candy « prend ses marques » dans la famille André. Elle parle de son prince à Anthony qui en est jaloux, mais elle lui révèle qu’elle l’aime. Une fête est organisée en son honneur, malgré la colère d’Élisa. |                                                                      |                          |                                   |                       |
| 21 | Le pigeon porte-bonheur Le pigeon porteur d’amitié                   | 友情を伝える鳩           | Yūjō o tsutaeru hato              | 25 février 1977       |
| Pour se venger de Candy Elisa entraîne Anthony dans les bois et provoque un accident avec Tom qui transporte du lait. Anthony rapatrie Élisa, blessée, à la maison, puis se bat avec Tom qui l’a traité de lâche. Pour cela, Anthony est puni et consigné dans un château au fond des bois avec défense de contacter Candy, qui aurait une mauvaise influence sur lui. |                                                                      |                          |                                   |                       |
| 22 | Ne meurs pas Anthony N’abandonne pas, Anthony !                      | 負けないでアンソニー!    | Akirame naide, Ansonī!            | 4 mars 1977           |
| Malgré l’interdiction, Anthony et Candy correspondent, d’abord par pigeon voyageur, puis par un ballon conçu par Alistair, lequel ballon arrive chez Élisa. Ainsi, la grand tante Elroy découvre qu’Anthony veut participer à un rodéo et veut l’en dissuader, mais une campagne habilement menée réussit à la convaincre de le laisser participer. Et c’est Anthony qui remporte le rodéo. |                                                                      |                          |                                   |                       |
| 23 | La première fois Premier rendez-vous galant                          | はじめてのデイト         | Hajimete no deito                 | 11 mars 1977          |
| Un incident révèle que le prix du rodéo était un veau. Ne pouvant le garder, Anthony part avec Candy chercher un moyen de s’en débarrasser avant de réussir à le vendre au père de Tom. Alors ils décident de dépenser leur argent en petits plaisirs, et passent chez la diseuse de bonne aventure qui semble voir un mauvais présage pour Anthony. |                                                                      |                          |                                   |                       |
| 24 | Mon Anthony Mon Anthony                                              | 私のアンソニー           | Watashi no Ansonī                 | 18 mars 1977          |
| Les mauvais présages s’accumulent mais n’entament pas la bonne humeur d’Anthony. Une chasse au renard est organisée pour accueillir officiellement Candy dans la famille André. Candy et Anthony s’isolent du groupe, et, alors qu’Anthony se prépare à révéler l’identité du prince de Candy, son cheval se prend la jambe dans un piège et désarçonne son cavalier qui se rompt la nuque. |                                                                      |                          |                                   |                       |
| 25 | Loin des yeux, loin du cœur Surmonter la tristesse pour un lendemain | 哀しみを越えて明日へ     | Kanashimi o koete ashita e        | 25 mars 1977          |
| Toute la famille porte le deuil, et Anthony est enterré au cimetière, Candy étant reléguée à l’église. La grand tante Elroy voit Candy comme un oiseau de malheur et Élisa l’accuse d’être responsable de la mort d’Anthony. Finalement, Candy décide de rentrer à la maison de Pony. |                                                                      |                          |                                   |                       |

## Arc du collège Saint-Paul (saison 2)
| No | Titre français Traduction du titre japonais                        | Titre japonais           | Titre japonais                  | Date de 1re diffusion |
| No | Titre français Traduction du titre japonais                        | Kanji                    | Rōmaji                          | Date de 1re diffusion |
| --- | ------------------------------------------------------------------ | ------------------------ | ------------------------------- | --------------------- |
| 26 | L’arbre qui sait tout L’arbre-père sait                            | お父さんの木は知っている | Chichi no ki o shitte iru       | 8 avril 1977          |
| Candy passe son temps à se morfondre à la maison Pony, aussi Jimmy, un nouveau, doute de son statut de chef et est désagréable avec elle. Puis il la défie à la course et l'escalade en ignorant que Candy excelle en ces disciplines. Elle gagne, s’attirant son estime. |                                                                    |                          |                                 |                       |
| 27 | Un cadeau des anges Un cadeau des anges                            | 天使のプレゼント         | Tenshi no purezento             | 15 avril 1977         |
| Le réveillon de Noël promet d’être morose pour mademoiselle Pony et Sœur Maria, car M. Cartwright, leur propriétaire, veut agrandir son ranch en rasant la maison. Candy et Jimmy décident de le persuader de n’en rien faire. Après une première approche qui se révèle être un échec, ils emmènent tous les orphelins, habillés en anges, présenter leurs vœux aux hommes du ranch. L'orphelinat est sauvé !                                   |                                                                    |                          |                                 |                       |
| 28 | Une ombre demeure Cicatrice d’un cœur trop profond                 | 深すぎる心の傷あと       | Fuka sugiru kokoro no kizuato   | 29 avril 1977         |
| Monsieur Cartwright est devenu un ami de la maison de Pony. Il prête sa carriole pour que tous rendent visite à Tom. Il propose à Candy de l’adopter. Candy se promène avec Archibald et Alistair qui lui apprennent leur prochain départ pour l’Angleterre |                                                                    |                          |                                 |                       |
| 29 | La vocation de Candy Croisière vers l’espoir                       | 希望への船出             | Kibō e no funade                | 6 mai 1977            |
| Candy décline l’offre de monsieur Cartwright. Elle se sent la vocation de monitrice, mais Georges vient la chercher. Elle s'enfuit sous la pluie avec Jimmy, qui est déjà malade et dont l’état s'aggrave. Elle n’est finalement pas mûre pour être monitrice, mais veille sur Jimmy jusqu’à sa guérison, puis part avec Georges. |                                                                    |                          |                                 |                       |
| 30 | La route vers l’espoir L’amour qui transcende la mer démontée      | 愛は荒波を越えて         | Ai wa aranami o koete           | 13 mai 1977           |
| Candy fait preuve d’altruisme sur le bateau qui l’emmène en Angleterre : elle soigne une mouette puis elle soutient le capitaine qui veut dévier sa route pour sauver des naufragés alors que les passagers influents s’y opposent. Mais son entêtement et son bon cœur leur font changer d’avis, alors une fête est organisée pour le capitaine qui a risqué sa place. Sur le bastingage, elle aperçoit un jeune homme qui ressemble à Anthony. |                                                                    |                          |                                 |                       |
| 31 | Un étrange jeune homme Le jour nouveau d’une vieille cité          | 古い都の新しい日         | Furui to no atarashii hi        | 20 mai 1977           |
| Ce jeune homme passe des larmes aux rire alors que Candy l’aborde et se moque d’elle. Archibald et Alistair viennent la chercher et veulent emmener Capucin au zoo car il ne sera pas autorisé au collège. Il se sauve et manque d’être tué par un chasseur. Elle passe à l’hôtel où elle pense rencontrer l’oncle William, mais elle retrouve ce jeune homme, Terrence, issu d’une grande famille.                                              |                                                                    |                          |                                 |                       |
| 32 | La colline retrouvée La colline de Pony dans la prison             | 牢の中のポニーの丘       | Rō no naka no Ponī no oka       | 27 mai 1977           |
| Candy fait entrer Capucin au collège Saint-Paul, mais il lui attire des ennuis. Le règlement y est très strict. Elle fait la connaissance de Patricia, mais Élisa recommence ses brimades et lui joue de nouveaux mauvais tours en utilisant Patricia qui n’ose pas s’opposer à elle. Enfin, Terrence fait scandale pendant l’office de la messe. Elle découvre une colline qui lui rappelle la sienne.                                          |                                                                    |                          |                                 |                       |
| 33 | La grand-mère de Patricia Une nouvelle élève ridée                 | しわのある新入生         | Shiwa no aru shin'nyūsei        | 3 juin 1977           |
| Candy est mise en quarantaine par Élisa, mais la grand-mère de Patricia s’impose et pousse sa petite-fille à se lier avec Candy, tout en voulant découvrir d’une étrange manière la vie de collégien. |                                                                    |                          |                                 |                       |
| 34 | Une enveloppe retournée Une enveloppe retournée                    | 裏がえしの封筒           | Ura ga eshi no fūtō             | 10 juin 1977          |
| Un mauvais tour d’Élisa se retourne contre elle, alors qu’elle se moquait de la lettre de Candy. Aussi, elle envoie Daniel et ses acolytes se venger d’elle, mais Terrence intervient. Alistair et Archibald invitent Candy et lui apprennent qu’Archibald s’est battu avec Terrence et qu’Annie viendra au collège. |                                                                    |                          |                                 |                       |
| 35 | Un merveilleux dimanche Un merveilleux dimanche                    | すてきな日曜日           | Sutekina nichiyōbi              | 17 juin 1977          |
| Les André ont obtenu l’autorisation de sortir ce dimanche et vont voir la grand tante Elroy, mais Candy n’en a pas fait la demande, aussi elle doit rester. Elle rejoint donc Terrence à la colline. Puis monsieur Brighton l’emmène voir les courses de chevaux en lui annonçant l’arrivée d’Annie. |                                                                    |                          |                                 |                       |
| 36 | Le sourire d’Annie Le sourire est de retour                        | よみがえった微笑み       | Yomigaetta biemi                | 24 juin 1977          |
| Annie arrive au collège, mais s’installe près d’Élisa et non Candy. Annie est jalouse car elle aime Archibald qui aime Candy. Candy offre un harmonica à Terrence. Archibald se rapproche d’Annie pour la consoler. |                                                                    |                          |                                 |                       |
| 37 | Une rencontre imprévue Une rencontre mystérieuse                   | ふしぎなめぐり逢い       | Fushigina meguriai              | 1er juillet 1977      |
| Candy découvre Terrence blessé dans sa chambre. Elle décide de sortir du collège pour trouver de quoi le soigner et rencontre Albert qui est venu travailler au zoo de Londres. Terrence part avant qu’elle ne rentre, et son ingratitude la choque. Elle découvre ensuite que c’est Albert qui a amené Terrence et qu’ils sont devenus amis. |                                                                    |                          |                                 |                       |
| 38 | Le secret de Terry Le secret de Terrius                            | テリュースの秘密         | Teryūsu no himitsu              | 8 juillet 1977        |
| Candy découvre par hasard que Terrence est le fils d’Éléonore Baker, mais Terrence hait sa mère qui avait voulu le garder secret et veut forcer Candy au silence. Plus tard, voir Terrence à cheval lui rappelle la mort d’Anthony et elle s’évanouit ; Terrence l’amène à l’infirmerie, se demandant qui est cet Anthony qu’elle appelle dans son délire.                                                                                       |                                                                    |                          |                                 |                       |
| 39 | La colère de la mère supérieure Un trésor qui a provoqué la colère | 怒りをかった宝物         | Ikari o katta hōmotsu           | 15 juillet 1977       |
| C’est bientôt le festival de mai, auquel Candy pourra participer, alors elle invite l’oncle William et Albert. Daniel fait creuser un trou pour piéger Candy, mais Terrence le corrige et Élisa tombe dans le trou. Terrence, galant, l’en sort, ce à quoi elle est sensible. La tortue de Patricia est découverte, alors Candy s’en prend à la mère supérieure. Pour la peine, elle est consignée et privée du festival.                        |                                                                    |                          |                                 |                       |
| 40 | La chambre de méditation Une chambre de méditation à libre sortie  | 反省室は出入り自由       | Hansei shitsu wa deiri jiyū     | 22 juillet 1977       |
| Candy s’échappe du cachot pour donner la tortue à Albert au zoo. Elle y rencontre Terrence, qui semble être jaloux d’Anthony et fait des remarques blessantes à son sujet, ignorant l’accident. Candy comprend qu’elle ressent quelque chose pour Terrence. |                                                                    |                          |                                 |                       |
| 41 | Le festival de Mai Une fée au festival scolaire                    | 学園祭の妖精             | Gakuen sai no yōsei             | 29 juillet 1977       |
| Candy s’échappe du cachot pour profiter des déguisements que l’oncle William lui a envoyés et va danser. Elle présente Alistair à Patricia et rend involontairement Terrence jaloux d’Anthony. Élisa cherche à démasquer Candy en montrant qu’elle n’est pas au cachot, mais Terrence la tire d’affaire. |                                                                    |                          |                                 |                       |
| 42 | Pique-nique de minuit Le pique-nique de minuit                     | 真夜中のピクニック       | mayonaka no pikunikku           | 12 août 1977          |
| Bientôt le collège d’été en Écosse, où Candy compte suivre ses amis. Archibald et Terrence se battent et sont consignés. Candy et Annie vont voir Terrence la nuit, mais Candy est attrapée et privée de vacances. À cause de cela, une femme de ménage devra rester pour s’occuper de Candy au lieu de voir son fils. Heureusement, Candy utilise l’influence de Terrence pour faire lever la punition.                                         |                                                                    |                          |                                 |                       |
| 43 | L’été au bord du lac Le collège d’été au lac                       | 湖畔のサマースクール     | Kohan no samāsukūru             | 19 août 1977          |
| Arrivée en Écosse, Candy a du mal à profiter du bon temps, car le mouton de Marc (lequel semble déjà la connaître) s’est échappé et elle doit le lui ramener. Marc est le fils de la femme de ménage et est un ami proche de Terrence, lequel refuse de voir Candy, alors que sa mère cherche à le rencontrer. |                                                                    |                          |                                 |                       |
| 44 | La voix du sang Le lien d’une mère et une enfant                   | 母と子の絆               | Haha to ko no kizuna            | 26 août 1977          |
| Candy est obsédée par la mère de Terrence. Cette dernière erre autour de la villa de Terrence sans pouvoir le voir. Celui-ci s’amuse avec le mouton avant de rentrer chez lui, où l’attend sa mère. Candy réussit à les réconcilier. |                                                                    |                          |                                 |                       |
| 45 | Candy reprend confiance Fête blanche à deux                        | 二人でホワイトパーティー | Ni nin de howaito pātī          | 2 septembre 1977      |
| Terrence emmène Candy de force à cheval pour la guérir de sa phobie puis ils badinent. Élisa, alors en barque avec Daniel, en tombe à l’eau, et Terrence va la repêcher. Élisa organise alors une fête blanche en l’honneur de son sauveur, mais Candy n’y est pas conviée, aussi Terrence décide de ne pas y aller. Hélas, Élisa, à la recherche de Terrence, le découvre avec Candy et veut se venger.                                         |                                                                    |                          |                                 |                       |
| 46 | L’été s’en va Émoi de fin d’été                                    | 夏のおわりのときめき     | Natsu no owari no tokimeki      | 9 septembre 1977      |
| Candy, qui veut réconcilier Terrence et Archibald, fait venir ce dernier et Alistair réparer un avion qu’a Terrence. Alistair essaie de faire voler l'avion mais finit par s'écraser. Heureusement il est sain et sauf. Se retrouvant seul avec Candy, Terrence l’embrasse par surprise, ce qu’elle prend pour une de ses moqueries et le gifle.                                                                                                 |                                                                    |                          |                                 |                       |
| 47 | Le piège d’Élisa Le sombre piège d’Eliza                           | イライザの黒い罠         | Iraiza no kuroi wana            | 16 septembre 1977     |
| De retour à Londres, Terrence se dispute avec son père au sujet de sa mère. Élisa tente vainement de discréditer Candy auprès de Terrence, mais il se moque d’elle. Alors elle organise un guet-apens et attire Candy et Terrence à l’écurie, la nuit, ce que vient voir la mère supérieure… L’honneur du collège étant en jeu, elle décide de renvoyer Candy et consigner Terrence. En attendant, Candy va au cachot.                           |                                                                    |                          |                                 |                       |
| 48 | Entre les murs du cachot Entre les murs froids et épais            | 冷たく厚い壁の中で       | Tsumetaku atsui kabe no naka de | 23 septembre 1977     |
| Achibald accuse Terrence d’être responsable du malheur de Candy. Mais les soupçons se portent sur Élisa, car Terrence a gardé la lettre qui l’invitait à l’écurie. Malheureusement, impossible de la faire avouer. Sensibilisé par les malheurs de Candy, Terrence décide vainement de demander de l’aide à son père, avec qui il se dispute violemment.                                                                                         |                                                                    |                          |                                 |                       |
| 49 | Une grave décision La décision de Terrius                          | テリュースの決意         | Teryūsu no ketsui               | 30 septembre 1977     |
| Terrence décide de quitter le collège à la place de Candy et force pour cela la main de la mère supérieure. Candy découvre cela à sa sortie grâce à la lettre qu’il a laissée, puis apprend qu’il part aux États-Unis. Elle tente alors vainement de le rattraper : son amour est parti. |                                                                    |                          |                                 |                       |
| 50 | Une nouvelle aube se lève Un départ aux aurores                    | 朝もやの中の旅立ち       | Asamoya no naka no tabidachi    | 7 octobre 1977        |
| Élisa, consignée à cause de son mauvais comportement, envoie une lettre au duc de Grandchester pour accuser Candy. Celui-ci décide de cesser de financer le collège, mais Candy, par sa sincérité, le convainc de n’en rien faire et de laisser Terrence tranquille. |                                                                    |                          |                                 |                       |
| 51 | Une longue marche Un long chemin vers le port                      | 港への遠い道             | Minato e no tooi michi          | 14 octobre 1977       |
| Candy se sauve du collège pour partir aux États-Unis. Ses amis partent vainement à sa recherche. Elle se fait véhiculer sur une charrette, mais il y a erreur sur la destination. Ainsi, elle reste à aider le fermier, puis elle trouve du travail dans une auberge. |                                                                    |                          |                                 |                       |

## Arc de la fuite d'Angleterre pour devenir infirmière (saison 3)
| No | Titre français Traduction du titre japonais                              | Titre japonais           | Titre japonais                      | Date de 1re diffusion |
| No | Titre français Traduction du titre japonais                              | Kanji                    | Rōmaji                              | Date de 1re diffusion |
| --- | ------------------------------------------------------------------------ | ------------------------ | ----------------------------------- | --------------------- |
| 52 | Vers l’aventure Les étoiles visibles depuis l’étable                     | 馬小屋で見る星           | Umagoya de miru hoshi               | 21 octobre 1977       |
| Candy trouve du travail dans un hôtel, puis échappe à un homme qui veut l’enlever, mais qui vole son argent. Elle se réfugie dans la charrette de monsieur Carson, un homme déplaisant qui tente de la chasser. Mais elle se cache et alors qu’il veut se débarrasser d’elle, sa fille tombe malade. Seulement, il ne veut pas entendre parler d’un médecin, les médecins étant selon lui responsables de la mort de sa femme. |                                                                          |                          |                                     |                       |
| 53 | Le mont Rodney L’aube du mont Rodney                                     | マウント・ロドニの夜明け | Maunto-Rodoni no yoake              | 28 octobre 1977       |
| Candy n’arrive pas à faire venir le médecin qui est terrifié, mais il lui donne quelques conseils. Ainsi, Candy peut soigner la petite fille, qui ne rejoindra pas sa mère derrière le mont Rodney. Elle peut alors rester quelque temps dans cette famille, mais il faut un jour qu’elle reparte. Monsieur Carson lui donne une lettre de recommandation pour un de ses amis de Southampton qui pourra l’aider.               |                                                                          |                          |                                     |                       |
| 54 | Une clandestine à bord Le port de Southampton dans la brume nocturne     | 夜霧のサザンプトン港     | Yogiri no Sazanputon kō             | 4 novembre 1977       |
| À Southampton, elle a bien du mal à trouver la compagnie maritime de l’ami de monsieur Carson, monsieur Juskin. Elle fait la connaissance de Cookie, qui a croisé Terrence et qui lui a acheté un harmonica. Il lui indique le chemin. La compagnie n’organisant pas de voyages, monsieur Juskin ne peut que lui proposer de monter clandestinement en même temps que des marchandises qu’ils chargeront sur un bateau.        |                                                                          |                          |                                     |                       |
| 55 | Les deux passagers clandestins Deux passagers clandestins                | ふたりの密航者           | Futari no mikkō sha                 | 11 novembre 1977      |
| Candy se retrouve avec Cookie sur le même bateau, mais Cookie est attrapé et jeté à l’eau. Candy intervient et les marins la prennent pour la fille du capitaine, alors ils la laissent s’occuper de Cookie. Mais le capitaine décide de les renvoyer en Angleterre au premier bateau qu’ils croiseront. |                                                                          |                          |                                     |                       |
| 56 | Mais bientôt va se lever la tempête Au-delà de la mer des tempêtes       | 嵐の海の彼方に           | Arashi no umi no kanata ni          | 18 novembre 1977      |
| La tempête empêche le transfert, et Cookie, qui veut être marin, essaye d’aider les marins, mais se brise la jambe. Croyant ne plus pouvoir marcher, il veut se jeter à l’eau mais est rattrapé par Candy qui, elle, s’occupe de la cuisine. |                                                                          |                          |                                     |                       |
| 57 | C’est la terre promise Une fenêtre sur le port                           | 港の見える窓             | Minato no mieru mado                | 25 novembre 1977      |
| À New York, la fille du capitaine ne peut profiter de son père et a de mauvaises fréquentations. Candy joue les intermédiaires et découvre que Charlie, un des voyous est un ami de Terrence. Cookie restera avec le capitaine, et Candy rate de justesse une charrette dans laquelle est Terrence. |                                                                          |                          |                                     |                       |
| 58 | Vers la maison de Pony Le foyer du monde des neiges                      | 銀世界の故郷             | Ginsekai no kokyō                   | 2 décembre 1977       |
| En route, Candy croise monsieur Mathieu, puis Jimmy qui lui dit que Terrence est allé à la maison de Pony. Elle s’y précipite, mais il est déjà reparti. |                                                                          |                          |                                     |                       |
| 59 | Dans la maison de Pony Garçon manqué enseignante d’un jour               | おてんば一日先生         | Otenba ichi nichi sensei            | 9 décembre 1977       |
| Candy joue le rôle de monitrice à la maison de Pony. Elle pousse Daisy à faire des activités et s’affirmer, mais celle-ci se révèle être hémophile et saigne. Heureusement, elle est vite soignée. |                                                                          |                          |                                     |                       |
| 60 | Le vent de la vie Des bruits de pas résolus qui résonnent dans le cœur   | 心に響くたくましい足音   | Kokoro ni hibiku takumashii ashioto | 16 décembre 1977      |
| Monsieur Cartwright souhaite adopter Jimmy, alors il demande à Candy de le convaincre, mais Jimmy ne veut rien savoir, malgré le renfort de Tom. Monsieur Cartwright tombe malade et Jimmy reste à son chevet, ce qui finit par le décider à accepter. |                                                                          |                          |                                     |                       |
| 61 | L’heure de vérité Le cri du nouveau-né résonne dans la montagne argentée | うぶ声は銀嶺にこだまして | Ubugoe wa ginrei ni kodama shite    | 23 décembre 1977      |
| Candy assiste le médecin dans sa tournée malgré quelques gaffes. Elle assiste à un accouchement, ce qui éveille en elle une vocation. Mademoiselle Pony lui écrit une lettre de recommandation pour mademoiselle Marie-Jeanne, une amie d’enfance qui dirige une école d’infirmières. |                                                                          |                          |                                     |                       |
| 62 | Le grand départ Un sifflet de train vers un nouveau chemin               | 新しい道への汽笛         | Atarashii michi e no kiteki         | 30 décembre 1977      |
| Tout le monde se fait à l’idée du départ de Candy, sauf Capucin qui fait bêtise sur bêtise puis se cache en espérant s’imposer au dernier moment, mais il ne peut finalement pas partir avec Candy dans le train. |                                                                          |                          |                                     |                       |

## Arc de l'école Marie-Jeanne (saison 4)
| No | Titre français Traduction du titre japonais                         | Titre japonais               | Titre japonais                 | Date de 1re diffusion |
| No | Titre français Traduction du titre japonais                         | Kanji                        | Rōmaji                         | Date de 1re diffusion |
| --- | ------------------------------------------------------------------- | ---------------------------- | ------------------------------ | --------------------- |
| 63 | Une bien étrange vieille dame Rencontre d’une vieille dame en ville | 町で会ったお婆ちゃん         | Machi de atta Obaachan         | 6 janvier 1978        |
| En ville, Candy rencontre une vieille dame qui se rend à l’hôpital et décide de l’accompagner, mais elle doit faire face à ses caprices et ses remarques acerbes. Elle finit par être en retard à son rendez-vous avec mademoiselle Marie-Jeanne. À sa grande surprise, c’est la vieille dame, qui lui a en réalité fait subir un test d’entrée à l’école, remporté avec brio.                                         |                                                                     |                              |                                |                       |
| 64 | Tête de linotte L’ange blanc est une étourdie                       | 白衣の天使はオッチョコチョイ | Hakui no tenshi ha otchokochoi | 13 janvier 1978       |
| Entre ses maladresses et les farces des patients, Candy a du mal à se mettre dans le rythme, et s’occupe avec plus ou moins de bonheur de ses malades. Par son naturel et ses maladresses, elle reçoit le surnom de « tête de linotte » par mademoiselle Marie-Jeanne qui l’aime bien, au fond. |                                                                     |                              |                                |                       |
| 65 | Avec le sourire Soigner avec le sourire                             | 笑顔で看護                   | Egao de kango                  | 20 janvier 1978       |
| Candy progresse et reçoit des tâches en conséquence, mais sa compagne de chambre, Flanny, l’intrigue. En effet, elle veut cacher qu’elle n’arrive pas à supporter les caprices de son patient, un certain monsieur William, un homme très riche. Ce monsieur William ne serait-il pas l’oncle William ? Aussi fait-elle tout pour en obtenir la charge.                                                                |                                                                     |                              |                                |                       |
| 66 | L’oncle William Un grand-oncle de rêve                              | 夢の大おじさま               | Yume no dai ojisama            | 20 janvier 1978       |
| Finalement, ce n’est pas l’oncle William, mais William McGregor, un vieil irascible qui déteste les André et qui s’énerve au point d’avoir un malaise. Candy a toutes les peines du monde pour conserver la garde de son patient et, malgré son vilain caractère, c’est le patient qui réclame son infirmière. Candy compte bien découvrir ce qui se cache au fond de ce cœur solitaire.                               |                                                                     |                              |                                |                       |
| 67 | Partir à la recherche de Mina Où est-elle ?                         | その人はどこに               | Sono hito wa doko ni           | 3 février 1978        |
| Candy est toujours aux prises avec monsieur McGregor quand elle apprend que la guerre couve en Europe. Un jour, son patient fait une grave crise et réclame dans son délire une « Mina ». Candy décide d’aller la chercher au château de monsieur McGregor et trouve une chienne Saint-Bernard en guise de Mina. |                                                                     |                              |                                |                       |
| 68 | À la recherche de Mina Les fleurs se fanent au printemps            | 春に散る花                   | Haru ni chiru hana             | 10 février 1978       |
| En dépit de tout, Candy décide de faire entrer Mina à l’hôpital pour soulager monsieur McGregor. Finalement, il reprend de la vigueur et, lors d’une promenade, il donne sa confiance et son amitié à Candy avant de rendre son dernier soupir, au désespoir de son infirmière. |                                                                     |                              |                                |                       |
| 69 | Souvenir d’une rose La rose blanche du souvenir                     | 想い出の白いバラ             | Omoide no shiroi bara          | 17 février 1978       |
| Mademoiselle Marie-Jeanne propose quelques jours de congés à Candy pour se changer les idées. En route, elle récupère Mina qui gênait l’évacuation des meubles du château et rencontre monsieur Durosier qui prend soin des roses d’Anthony. |                                                                     |                              |                                |                       |
| 70 | Une étrange fiancée Une jolie fiancée                               | かわいい花嫁さん             | Kawaii hanayome san            | 24 février 1978       |
| À la maison de Pony, Tom tente vainement d’empêcher que l’on apprenne ses prochaines fiançailles. En fait de fiançailles, son père, se sachant malade, veut le marier avec une petite fille qui prend son rôle très au sérieux. Finalement, Tom et Candy réussissent à le persuader d’abandonner cette idée et d’aller se faire soigner.                                                                               |                                                                     |                              |                                |                       |
| 71 | Un fier matelot Monsieur le matelot sur la colline                  | 丘の上のマドロスさん         | Oka no ue no Madorosu san      | 3 mars 1978           |
| Candy rencontre Cookie qu’elle croyait avec le capitaine Nivon. Il lui dit qu’il a déserté car il est maltraité, et que les marins le recherchent. Les orphelins décident de prendre sa défense et s’en prennent à ses poursuivants qui révèlent qu’en fait, Cookie a mis la vie des hommes en danger et qu’il a été corrigé. Finalement, Cookie repart avec eux.                                                      |                                                                     |                              |                                |                       |
| 72 | Catherine La petite fille de la chambre particulière                | 特別室の少女                 | Tokubetsu shitsu no shōjo      | 10 mars 1978          |
| Candy apprend que ses amis sont rentrés aux États-Unis à cause des risques de guerre. Elle a alors la charge d’une petite fille qui fait des crises mystérieuses. Candy s’aperçoit que ce sont des troubles psychosomatiques provoqués par sa mère qui veut la forcer à jouer du piano jusqu’à saturation. Candy réussit à faire entendre raison à la mère en prouvant ses dires.                                      |                                                                     |                              |                                |                       |
| 73 | Une soudaine révélation La rumeur sur Terrius                       | テリュースのうわさ           | Teryūsu no uwasa               | 17 mars 1978          |
| Sortie faire des achats pour ses patients, Candy apprend au hasard d’un journal que Terry fait du théâtre et qu’il commence à être reconnu. En outre, la guerre a éclaté en Europe, ce qui inquiète Terrence, lequel croit Candy en Angleterre. Mademoiselle Marie-Jeanne veut préparer ses meilleurs éléments pour les préparer en médecine de guerre et envoie Candy, Flanny et trois autres en formation à Chicago. |                                                                     |                              |                                |                       |

## Arc de l’hôpital de Chicago (saison 5)
| No | Titre français Traduction du titre japonais                                     | Titre japonais         | Titre japonais                      | Date de 1re diffusion |
| No | Titre français Traduction du titre japonais                                     | Kanji                  | Rōmaji                              | Date de 1re diffusion |
| --- | ------------------------------------------------------------------------------- | ---------------------- | ----------------------------------- | --------------------- |
| 74 | Un nouveau départ Vers un hôpital de métropole                                  | 大都会の病院へ         | Dai tokai no byōin e                | 24 mars 1978          |
| Flanny fait régulièrement des remontrances à Candy à cause de sa légèreté, mais Candy admire la froide maîtrise de sa camarade. Afin de s’attirer les faveurs de Flanny, les trois autres élèves décident de mettre Candy en quarantaine. En réalité, Candy et Flanny ont une chose que l’autre n’a pas, aussi sont-elles complémentaires.                                                                                                 |                                                                                 |                        |                                     |                       |
| 75 | La demeure de l’oncle William La demeure du grand-oncle                         | 大おじさまの館         | Dai ojisama no kan                  | 31 mars 1978          |
| Archibald et les autres viennent chercher Candy pour un congé et emmènent ses camarades avec elle, mais Archibald révèle qu’elle est de la famille André, alors Flanny prend la vocation de Candy pour un caprice de riche. Candy demande de quitter la famille à la grand-tante Elroy, ce qui la rend malade d’indignation. Candy la soigne, même si Élisa tente de s’en attribuer le mérite. Finalement, Candy peut rester pour la nuit. |                                                                                 |                        |                                     |                       |
| 76 | Un curieux refuge Une maisonnette qui rappelle des souvenirs                    | 思い出を呼ぶ小さな家   | Omoide o yobu chiisana ie           | 7 avril 1978          |
| Archibald et Alistair présentent leur cabane à Candy et Annie, où elles devront en fin de compte passer la nuit, car Daniel et Élisa ont poussé leur mère à interdire à Candy et Annie de rester au manoir. |                                                                                 |                        |                                     |                       |
| 77 | Une rencontre imprévue Une garden-party dangereuse                              | 危険なガーデンパーティ | Kiken na gāden pāti                 | 14 avril 1978         |
| Candy et ses amis passent du bon temps avant d’être invités par Élisa à une petite fête. Seulement, Daniel a caché les beaux habits de Candy et Annie pour les forcer à venir en habits de tous les jours et ainsi les ridiculiser. Candy part chercher les valises dans la grande tour, mais Daniel l’enferme et la force à descendre en rappel. Michael, médecin militaire, vient à son secours.                                         |                                                                                 |                        |                                     |                       |
| 78 | La mélodie de Terry La mélodie de Terrius                                       | テリュースのメロディ   | Teryūsu no merodi                   | 28 avril 1978         |
| Les amis de Candy lui annoncent la prochaine venue de Terrence à Chicago pour jouer. Hélas, elle est de garde le soir de la représentation et ne peut faire d’échange. Élisa va à l’hôpital persuader les collègues de Candy de ne pas lui rendre ce service, ce qui a finalement l’effet contraire, aussi Candy peut-elle partir au théâtre.                                                                                              |                                                                                 |                        |                                     |                       |
| 79 | Le triomphe de Terry Dans l’ombre des projecteurs                               | スポットライトの陰で   | Supottoraito no kage de             | 5 mai 1978            |
| Candy rejoint les André, mais la grand-tante Elroy lui interdit de venir avec eux dans la loge. Elle finit alors par trouver une place au troisième balcon vide où elle assiste, émue, à la pièce. Elle tente alors de rencontrer Terrence qui rejoint la voiture, mais elle est malmenée par les admiratrices et ne peut se faire remarquer de lui. Ce n’est qu’à la réception qu’il comprend que Candy est venue ; il part alors.        |                                                                                 |                        |                                     |                       |
| 80 | Une brève rencontre De brèves retrouvailles                                     | つかのまの再会         | Tsuka noma no saikai                | 12 mai 1978           |
| Terrence recherche Candy en ville et les amis de Candy lui apprennent où elle étudie et qu’elle souhaite le revoir. Il fait alors le guet devant l’hôpital. Candy, elle, le cherche à l’hôtel, mais Susanna, jalouse, la renvoie. Finalement, Terrence doit prendre le train, et Candy, enfin renseignée, a juste le temps de courir à côté du train en marche pour apercevoir Terrence qui désespérait de la voir.                        |                                                                                 |                        |                                     |                       |
| 81 | Un mystérieux blessé Terrius sans visage                                        | 顔のないテリュース     | Kao no nai Teryūsu                  | 19 mai 1978           |
| Rentrée à l’hôpital, Candy entend dire que Terrence est tombé du train et soigné à l’hôpital, le visage bandé. Élisa prend les soins en charge jusqu’au moment où elle et Candy apprennent que ce n’est pas Terrence mais Charlie. Alors Élisa exige que Candy paye les frais à sa place avant de les dénoncer à la police, ce dont Charlie croit Candy responsable.                                                                       |                                                                                 |                        |                                     |                       |
| 82 | Le langage des fleurs Des fleurs qui éclosent dans le cœur                      | 心に咲く花             | Kokoro ni saku hana                 | 26 mai 1978           |
| L’état du blessé interdit son transfert, mais cela va prolonger son séjour sur place, alors Candy décide de fabriquer des fleurs artificielles pour payer les frais. Charlie est très violent, mais lui dit qu’il veut aller à la guerre pour compenser sa vie de voyou. Terrence envoie de l’argent à Candy pour assumer les frais, et Charlie est envoyé dans une structure spécialisée.                                                 |                                                                                 |                        |                                     |                       |
| 83 | Terry le fantôme Un fantôme qui joue aux cartes                                 | トランプをする幽霊     | Toranpu o suru yūrei                | 2 juin 1978           |
| Candy reçoit de nuit la visite d’un mystérieux garçon joueur de cartes qu’elle croit, après une première enquête, être un fantôme. En réalité, il cherche à subtiliser un dangereux médicament pour le cœur pour sa mère qui n’a pas l’argent pour se soigner. Candy trouve juste à temps où il vit pour éviter le pire. |                                                                                 |                        |                                     |                       |
| 84 | Le dévouement des femmes en blancs L’ombre de la guerre plane sur l’habit blanc | 白衣に忍びよる戦争の影 | Hakui ni shinobi yoru sensō no kage | 16 juin 1978          |
| Une élève de l’hôpital doit être envoyée comme infirmière de guerre. Candy admire le courage de ces femmes qui risquent leur vie, aussi se propose-t-elle comme volontaire, mais Flanny aussi, et c’est cette dernière qui est choisie. Candy demande à Flanny d’échanger, car Flanny a de la famille et pas elle, mais Flanny lui dit que sa famille se moque bien d’elle. En partant, elle reconnaît que Candy a un grand potentiel.     |                                                                                 |                        |                                     |                       |
| 85 | Flany et les blessés La famille de l’amour et de la haine                       | 愛と憎しみの家族       | Ai to nikushimi no kazoku           | 30 juin 1978          |
| Touchée par les propos de Flanny, Candy part voir la famille de Flanny. Père et mère alcoolique, voilà ce qu’elle trouve. La mère, malgré une réaction violente à Candy, s’effondre en recevant les cadeaux que sa fille a envoyés. |                                                                                 |                        |                                     |                       |
| 86 | Albert soupçonné d'espionnage L’homme qui a oublié son passé                    | 過去を忘れた人         | Kako o wasureta hito                | 7 juillet 1978        |
| Albert est rapatrié du front italien ; il est soupçonné d’espionnage, aussi il est relégué dans une mauvaise chambre. Les amis de Candy viennent le voir et son très touchés ; Alistair est scandalisé par la cruauté de la guerre. Candy demande à s’occuper de lui, mais il ne la reconnaît pas, alors elle décide de procéder en douceur.                                                                                               |                                                                                 |                        |                                     |                       |
| 87 | L’heure de vérité Examen pour tous les deux                                     | ふたりの試練           | Futari no shiren                    | 14 juillet 1978       |
| À New York, Suzanne ne quitte guère Terrence et se réjouit que la prochaine pièce sera Roméo et Juliette. Candy doit avoir son diplôme pour avoir le droit de s’occuper d’Albert, lequel est malheureux du sort qui lui est réservé; elle étudie donc. Terrence et Suzanne passent l’audition alors que Candy planche sur sa copie. |                                                                                 |                        |                                     |                       |
| 88 | Le baptême de l’air Jour d’envol au firmament                                   | 大空にはばたく日       | Oozora ni habataku hi               | 21 juillet 1978       |
| Terrence et Suzanne obtiennent les rôles principaux et Candy a son diplôme. Terrence invite donc Candy à voir la pièce. Alistair invite Candy à un baptême de l’air dans un avion qu’il a construit, mais l’avion se désagrège en vol et ils sautent en parachute. De retour à l’hôpital, Candy remarque qu’Albert a disparu. |                                                                                 |                        |                                     |                       |
| 89 | Albert a disparu Monsieur Albert s’est volatilisé                               | 消えたアルバートさん   | Kieta Arubāto san                   | 28 juillet 1978       |
| Candy demande à Alistair et Archibald de l’aider à trouver Albert. Ils cherchent partout, mais Candy a l’idée d’aller le chercher au parc, où elle le trouve. Il ne veut pas être une charge pour Candy, mais elle lui fait comprendre qu’elle lui doit beaucoup et que c’est à elle de l’aider, aussi accepte-t-il de rester, mais l’hôpital ne veut plus de lui                                                                          |                                                                                 |                        |                                     |                       |
| 90 | Garder le sourire Un châtelet aux abords de la ville                            | 町はずれの小さな城     | Machihazure no chiisa na shiro      | 11 août 1978          |
| Candy ne trouve pas de logement et le soir, Albert refoule des voyous. Finalement, Alistair et Archibald leur trouvent un logement. Terrence, de son côté, rudoie régulièrement Suzanne qui, elle, essaye de mettre sa jalousie de côté. Le docteur Léonard découvre que, malgré ses ordres, Candy continue de fréquenter Albert et se fâche.                                                                                              |                                                                                 |                        |                                     |                       |
| 91 | Un véritable cas de conscience Quelqu’un d’à la fois lointain et proche         | 遠くて近い人           | Tookute chikai hito                 | 18 août 1978          |
| Candy doit choisir entre son emploi et Albert, mais elle décide d’attendre. Le docteur Léonard décide de la renvoyer, mais Candy trouve un soutien inattendu des infirmières qui réussissent à le faire fléchir. En ville, Candy tire Daniel d’affaire alors en mauvaise posture contre des voyous. |                                                                                 |                        |                                     |                       |
| 92 | Un traitement de choc Traitement de choc de l’amour                             | 愛のショック療法       | Ai no shokku ryōhō                  | 25 août 1978          |
| Alors que Terrence répète son rôle, Suzanne lui avoue son amour, mais Terrence ne peut rien y faire. Candy cherche à rendre sa mémoire à Albert, par des moyens de choc. Patricia demande à Candy de faire renoncer Alistair à s’engager dans l’armée, sans succès. Nos amis partent en pique-nique. |                                                                                 |                        |                                     |                       |
| 93 | Rendez-vous à Pittsburgh Un Cupidon ridé                                        | しわのあるキューピット | Shiwa no aru Kyūpitto               | 1er septembre 1978    |
| La grand-mère de Patricia s’est mis en tête de travailler pour s’amuser, malgré les supplications de sa parente. Elle envoie Patricia chercher Terrence pour que lui et Candy se rencontrent à Pittsburgh, mais elle est terrassée par le surmenage, ce qui fait revenir Patricia avec seulement une affiche de la pièce. |                                                                                 |                        |                                     |                       |
| 94 | Le départ pour Broadway Un compagnon de voyage                                  | 旅の道づれ             | Tabi no michidzure                  | 8 septembre 1978      |
| Candy obtient un congé, mais doit faire un crochet en Floride pour délivrer des documents. Dans le train, elle a la charge d’un garçon, lequel dit avoir jeté les documents car il déteste les médecins. Un cas d’appendicite se déclare et elle doit aider le médecin pour l’opération, ce qui fait changer le garçon d’avis qui rend les documents.                                                                                      |                                                                                 |                        |                                     |                       |
| 95 | Le drame va se jouer Une belle rivale                                           | 美しいライバル         | Utsukushii raibaru                  | 15 septembre 1978     |
| Candy délivre les documents au médecin. Mais sa fille Karen, qui n’a pas eu le rôle de Juliette et qui ne décolère pas, veut l’empêcher de repartir. En même temps, Suzanne se jette sur Terrence pour le sauver d’une chute de projecteur, mais elle perd une jambe. Le rôle se libère ainsi pour Karen permettant à Candy, ignorante de cela, d’aller à New York.                                                                        |                                                                                 |                        |                                     |                       |
| 96 | Un aller simple pour New York L’invitation au billet en aller simple            | 片道キップの招待状     | Katamichi kippu no shōtai jō        | 22 septembre 1978     |
| Candy reçoit l’invitation de Terrence et fait une petite fête avec ses amis. Terrence, aidé par la mère de Suzanne, se culpabilise. Suzanne, elle, est déchirée entre son amour et la raison. Elle demande à Terrence de la laisser, mais lui décide de venir tous les jours la voir à l’hôpital. |                                                                                 |                        |                                     |                       |
| 97 | Les retrouvailles Des retrouvailles jusque dans les rêves                       | 夢にまでみた再会       | Yume ni made mi ta saikai           | 29 septembre 1978     |
| À la gare, Candy rencontre Alistair, très étrange, venu lui dire au revoir, et qui lui offre une boîte à musique qu’il a fabriquée. Terrence attend Candy à New York. Ils sont tout joyeux de se retrouver, mais il a des moments d’absence, même s’il ne peut s’empêcher de la taquiner à nouveau. |                                                                                 |                        |                                     |                       |
| 98 | La grande première Les cloches de l’ouverture de mon cœur                       | 胸さわぐ開会のベル     | Mune sawagu kaikai no beru          | 6 octobre 1978        |
| Terrence fait visiter le théâtre à Candy, ce qui retarde sa visite à Suzanne. Le lendemain, Candy se rend au théâtre, où Daniel déchire son billet, ce qui lui interdit l’entrée. Ce n’est que grâce à Karen qu’elle peut entrer, mais à l’entracte, elle surprend des conversations au sujet de Suzanne blessée et décide d’aller la voir à l’hôpital.                                                                                    |                                                                                 |                        |                                     |                       |
| 99 | Au bord d'une douloureuse séparation Séparation d’un jour de neige              | 雪の日の別れ           | Yuki no hi no wakare                | 13 octobre 1978       |
| Candy part voir Suzanne à l’hôpital et arrive de justesse pour l’empêcher de se suicider, car elle ne veut pas être un obstacle entre Candy et Terrence. Terrence vient la ramener dans sa chambre. Devant la détermination de Suzanne, Candy choisit de lui abandonner Terrence, lequel a également fait son deuil de leur amour. Candy repart, la mort dans l’âme.                                                                       |                                                                                 |                        |                                     |                       |

## Arc du tunnel de Graytown (filler) (saison 6)
| No | Titre français Traduction du titre japonais                 | Titre japonais         | Titre japonais                  | Date de 1re diffusion |
| No | Titre français Traduction du titre japonais                 | Kanji                  | Rōmaji                          | Date de 1re diffusion |
| --- | ----------------------------------------------------------- | ---------------------- | ------------------------------- | --------------------- |
| 100 | D’autres épreuves Une plate-forme de tristesse              | 悲しみのプラットホーム | Kanashimi no purattohōmu        | 20 octobre 1978       |
| Candy reprend le train où elle s’évanouit ; Archibald vient la chercher. Ses amis lui apprennent qu’Alistair s’est engagé dans l’armée, et la grand-tante Elroy la chasse, l’accusant d’être la cause des malheurs de la famille. Albert s’occupe d’elle et sort faire une course, mais est renversé par une voiture. |                                                             |                        |                                 |                       |
| 101 | Le réveil Un fil de souvenirs ténus                         | かすかな記憶の糸       | Kasukana kioku no ito           | 27 octobre 1978       |
| Albert est transféré à la Joyeuse Clinique du docteur Martin, un médecin alcoolique mais compétent qui rassure Candy. Candy suit l’évolution de la carrière de Terrence, mais ses amis, ignorant sa séparation, remuent le couteau dans la plaie en lui lisant une lettre d’Alistair reparlant de la rencontre à New York. Elle décide alors d’accepter sa mutation dans un hôpital volant sur une ligne de chemin de fer en construction. |                                                             |                        |                                 |                       |
| 102 | Une croix sur la colline La croix de la colline de Pony     | ポニーの丘の十字架     | Ponī no oka no jūjika           | 3 novembre 1978       |
| En chemin vers sa nouvelle affectation, Candy croise Tom qui l’informe que mademoiselle Pony est très malade, aussi se presse-t-elle vers l’orphelinat et tombe sur une croix au nom de Pony et s’effondre en pleurs… En réalité, la morte est en pleine santé. Bob, un pensionnaire, a comme à son habitude fait une croix pour se venger d’une remontrance (on le laisse faire car il apprend ainsi à écrire), et la maladie a été inventée par Tom pour que Candy leur rende visite. Finalement, Candy apprivoise Bob et personne ne veut la voir aller au chantier à la mauvaise réputation. |                                                             |                        |                                 |                       |
| 103 | Voyage dangereux Un long voyage dangereux                   | 命がけの遠い旅         | Inochigake no tooi tabi         | 10 novembre 1978      |
| Candy prend avec Capucin le train qui l’emmène dans les montagnes et croit reconnaître un fugitif du journal, mais celui-ci se révèle amical en la protégeant de chutes de pierres dans les wagonnets du train de chantier. Mal accueillie par le chef de chantier, elle doit prendre en charge un blessé, vite aidée par la doctoresse Kerry, qu’elle avait pris pour le fugitif, lequel est en fait son frère. |                                                             |                        |                                 |                       |
| 104 | L’enfer des anges Une clinique n’ayant pas besoin d’un ange | 天使のいらない診療所   | Tenshi no iranai shinryō sho    | 17 novembre 1978      |
| Candy correspond avec ses amis et apprend que le docteur Martin connaît le docteur Kerry. Arthur, le fugitif, essaye de poser des questions à Annie et Archibald, mais, reconnu, s’enfuit. La doctoresse Kerry en est informée par Candy et décide d’aller le chercher à Chicago. Quant à Candy, elle doit affronter les colères de monsieur Nelson, le chef de chantier. |                                                             |                        |                                 |                       |
| 105 | Le fugitif Le gentil fugitif                                | やさしい逃亡者         | Yasashii tōbōsha                | 24 novembre 1978      |
| Arthur vient au tunnel et rate sa sœur. En arrivant, il défend Candy aux prises avec monsieur Nelson, puis se fait embaucher. Puis lui et Candy soignent le chien de monsieur Nelson, tombé malade, s’attirant la sympathie de ce dernier. Élisa, de son côté, n’a pas raté la correspondance au sujet du fugitif et dénonce Candy pour recel de malfaiteur. La police et la doctoresse Kerry vont au tunnel par le même train, mais cette dernière veut prévenir son frère et tombe dans le ravin.                                                                                              |                                                             |                        |                                 |                       |
| 106 | Une situation dramatique L’autre criminelle                 | もうひとりの殺人犯     | Mō hitori no satsujin han       | 1er décembre 1978     |
| Candy et Arthur, grâce au chien, trouvent le docteur blessé qui les informe. Monsieur Nelson décide de les aider à s’enfuir en passant par le tunnel où les ouvriers se hâtent de percer une brèche. Le commissaire repart avec Margaux, la cuisinière, qui se cache de la police car elle n’ose pas montrer sa bonne foi dans une affaire qui la concerne. |                                                             |                        |                                 |                       |
| 107 | On demande une cuisinière Menu spécial pour 100 convives    | 特別メニューは百人前   | Tokubetsu menyū wa hyaku ninmae | 8 décembre 1978       |
| Candy décide de remplacer Margaux à la cuisine mais la tâche s’avère plus ardue que prévu. Elle est donc contrainte d’emmener Belle, la fille de Margaux, dans un foyer car on ne peut la garder au chantier si elle n’aide pas. Candy est incapable de lui dire la vérité, mais rencontre heureusement Archibald et Annie qui viennent à la rescousse et se font embaucher à la cuisine. Mais Belle décide d’emprunter le train pour aller chercher sa mère… |                                                             |                        |                                 |                       |
| 108 | Le retour de Margaux La vallée résonne de réjouissances     | 谷間にとどろく歓声     | Tanima ni todoroku kansei       | 15 décembre 1978      |
| Le repas est un succès, mais Candy découvre le départ de Belle et réussit à s’accrocher au train en marche, au bord du ravin. Heureusement, Belle réussit à arrêter le train avant que celui-ci ne tombe dans le précipice. Élisa, elle, a réussi à faire muter Candy en Alaska où c’est l’enfer, mais monsieur Nelson préfère encore la renvoyer. Sur le chemin du retour, nos amis croisent Margaux qui revient, ce qui évite à Belle d’être placée en foyer. |                                                             |                        |                                 |                       |

## Arc de conclusion (saison 7)
| No | Titre français Traduction du titre japonais                 | Titre japonais       | Titre japonais             | Date de 1re diffusion |
| No | Titre français Traduction du titre japonais                 | Kanji                | Rōmaji                     | Date de 1re diffusion |
| --- | ----------------------------------------------------------- | -------------------- | -------------------------- | --------------------- |
| 109 | Un vrai cow-boy ne pleure pas Les larmes du petit cow-boy   | 小さなカウボーイの涙 | Chiisana kaubōi no namida  | 22 décembre 1978      |
| À la maison de Pony, Jimmy ne rêve que de devenir soldat, au grand désespoir de son père adoptif, et ne veut pas en démordre. Il trouve un fusil et tire, mais cela fait paniquer un troupeau de M. Cartwright, et Jimmy est incapable de les arrêter. Le troupeau se précipite de la falaise, ce qui lui fait comprendre la cruauté de la guerre et implorer le pardon de son père adoptif.                                                       |                                                             |                      |                            |                       |
| 110 | Un amoureux intempestif Un amour indésirable                | 迷惑な恋             | Meiwakuna koi              | 29 décembre 1978      |
| Candy soigne dans la rue Daniel qui a eu un accident avec sa voiture. Il réalise alors que c’est une fille bien et se met à la harceler pour qu’elle sorte avec lui, ce qu’elle ne veut pas. Mais Élisa découvre ce changement et tente en vain le lier à une de ses copines. Elle décide alors de faire partir Candy de Chicago en lui rendant impossible tout emploi dans les hôpitaux de la ville.                                              |                                                             |                      |                            |                       |
| 111 | Un piège Les jours lointains réveillés                      | よみがえった遠い日々 | Yomigaetta tooi hibi       | 5 janvier 1979        |
| Candy décide de passer son renvoi sous silence à Albert qui, lui, recouvre la mémoire et n’en dit rien non plus. Elle finit par se faire embaucher par le docteur Martin alors que Daniel lui propose un emploi qu’elle refuse. Pour se venger, il lui apprend la décadence de Terrence. Albert l’invite alors à déjeuner avec une voiture qu’il a achetée. Puis un homme, prétendant l’amener dans un manoir voir Terrence, l’amène à Daniel.     |                                                             |                      |                            |                       |
| 112 | Les amours d’antan La fuite de l’amour de chacun            | それぞれの愛の行方   | Sorezore no ai no yukue    | 12 janvier 1979       |
| Furieuse après Daniel qui veut la forcer à l’épouser, elle s’échappe et Albert la raccompagne. Mais des rumeurs circulent à son sujet, on dit qu’il a de mauvaises fréquentations ; de plus, il a menti à Candy : il ne travaille plus. Enfin, il rencontre Terrence dans un bistrot, ivre et dépressif, mais il réussit à lui rendre courage. |                                                             |                      |                            |                       |
| 113 | La vie est une ronde éternelle Quelqu’un part               | 去りゆく人           | Sari yuku hito             | 19 janvier 1979       |
| Albert s’en va à l’aube, sans rien dire, laissant Candy s’interroger. Elle rencontre Patricia qui prie à l’église pour Alistair et la réconforte. Au même moment, celui-ci est abattu par les Allemands. Alors a lieu l’enterrement d’Alistair, avec une Patricia éplorée et une famille en deuil. |                                                             |                      |                            |                       |
| 114 | L’oncle William Le jour de la rencontre avec le grand-oncle | 大おじさまに会える日 | Dai ojisama ni aeru hi     | 26 janvier 1979       |
| Élisa complote avec sa mère pour que Candy, bon parti car héritière de l’oncle William, épouse Daniel. Elles convainquent la grand-tante Elroy de faire passer le mariage pour un ordre de William. Candy se sauve et rencontre Georges qui lui dit où se trouve William André, qu’elle se hâte de rejoindre pour demander l’annulation du mariage.                                                                                                |                                                             |                      |                            |                       |
| 115 | Le retour aux sources La colline de Pony fleurit            | ポニーの丘は花ざかり | Ponī no oka wa hana zakari | 2 février 1979        |
| Candy découvre que l’oncle William est son ami Albert, qui l’a toujours accompagné. Ses parents étant morts tôt, il n’a pu prendre la famille en charge, aussi la grand-tante Elroy a assuré l’intérim, alors que lui s’adonnait aux joies de la nature et de la vie sauvage. Elle repart à la maison de Pony avec tous ses amis pour une fête et elle voit sur sa colline un Albert en tenue écossaise qui lui rappelle de merveilleux souvenirs… |                                                             |                      |                            |                       |

N.B. : les épisodes 37 & 77, 66 & 114 ainsi que 61 & 87 ont, en français, le même titre.